# Pleurophyllum
Pleurophyllum is een geslacht van sub-antarctische planten uit de composietenfamilie. De soorten komen voor op de sub-antarctische eilanden van Nieuw-Zeeland (zoals de Aucklandeilanden, het Campbelleiland en de Antipodeneilanden) en Australië (Macquarie-eiland). De planten uit dit geslacht zijn zogenaamde megaherbs, kruidachtige planten die gekenmerkt worden door een grote omvang, grote bladeren en felgekleurde bloemen, die aangepast zijn aan het harde klimaat van de eilanden.
Het geslacht werd beschreven door Joseph Dalton Hooker en in 1844 gepubliceerd in zijn werk Fl. Antarctica.
De naam Pleurophyllum is de combinatie van de Griekse woorden πλευρόν (pleuron), "rib" en φύλλον (phyllon), "blad", dus ribbelblad.

## Soorten

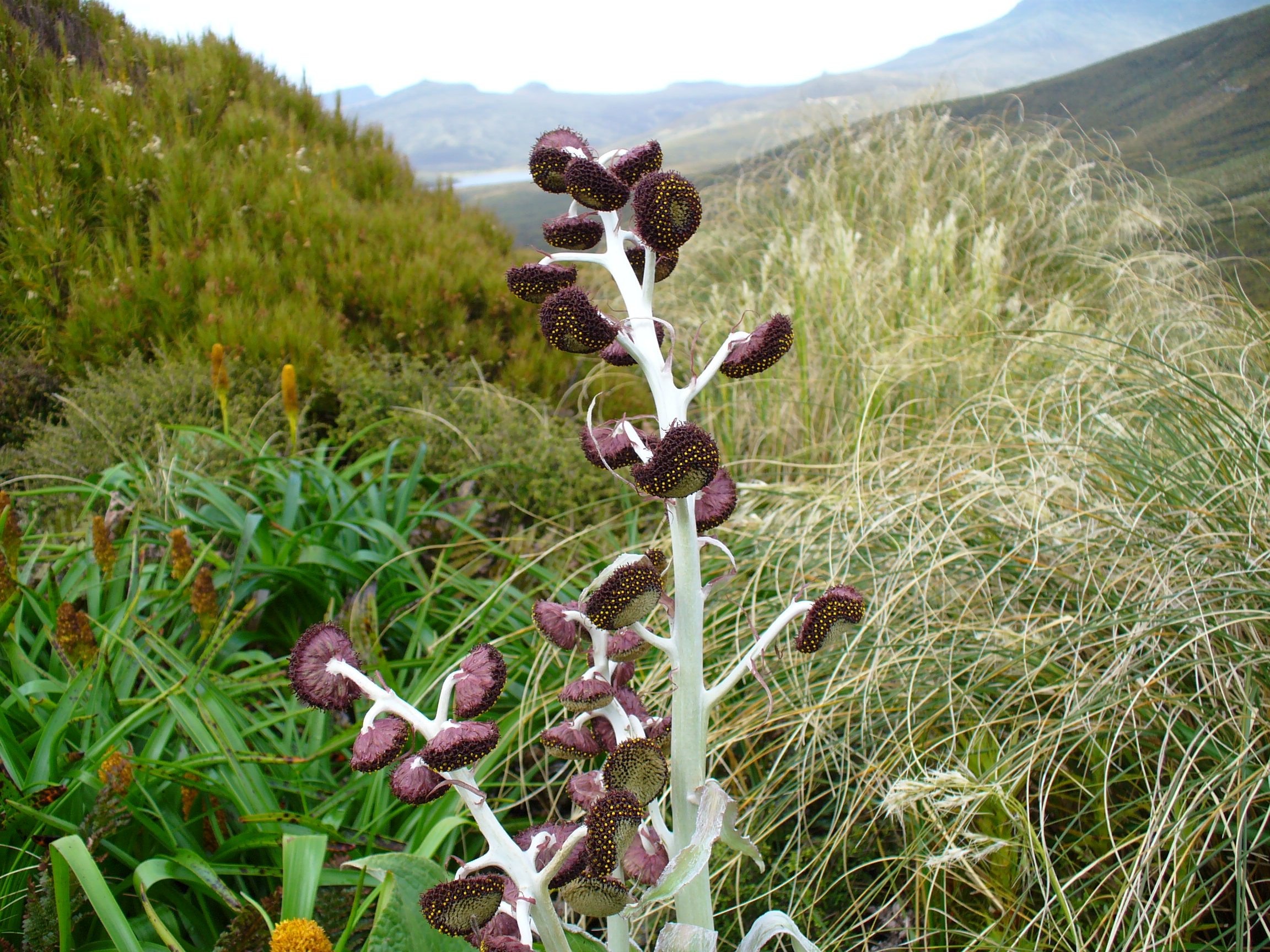
vermoedelijk Pleurophyllum hookeri

- Pleurophyllum criniferum Hook.f. = P. oresigenesum, Albinia oresigenesum
- Pleurophyllum hookeri Buch.
- Pleurophyllum speciosum Hook.f.